# Avril (musicien)
Pour les articles homonymes, voir Magnon et Avril (homonymie).
Frédéric Magnon, dit Fred Avril ou Avril, est un artiste français de musique électronique et compositeur de musique de film.

## Biographie
Enfant guitariste, pianiste, trompettiste et chanteur, Fred Avril se passionne à l’âge adulte pour l’orchestration et la programmation électronique. Né en Lot-et-Garonne, il réside à Paris depuis le début des années 2000.
Sur son premier EP “Now it’s Spring” il y affirme une identité cinématographique. « L’aspect vaporeux et lynchien annonce déjà une relation étroite, pourtant encore fantasmée, à l’image ». Il conçoit ensuite deux disques sur le label français de musique électronique F Communications fondé par Laurent Garnier et Éric Morand : That Horse Must Be Starving en 2002, qui lui permet de remporter le Prix Constantin, puis Members Only en 2004.
C’est sur Sparrow en 2007 que le musicien commence à travailler à l’image. Le long métrage, signé Johnnie To est présenté à la Berlinale en 2008. Ce travail marque ses débuts dans la composition de bandes originales de films. Il est suivi par de nombreux longs métrages, dont Sound of Noise (prix de la meilleure musique au festival de Stockholm, le film américain The Lifeguard présenté à Sundance, ou encore Pearl d’Elsa Amiel (Mostra de Venise 2018). Il a notamment travaillé sur la marionnette du film Annette de Léos Carax. Il a également présenté au Festival de Cannes en Sélection Officielle les films Un triomphe d'Emmanuel Courcol en 2020 et Mars Express en 2023.

## Filmographie
Cette section mentionne les productions dont Fred Avril a composé ou co-composé tout ou partie de la bande originale. Toutes ces compositions n'ont pas forcément été éditées séparément (voir discographie).
 Sauf indication contraire, les informations mentionnées dans cette section peuvent être confirmées par les bases de données cinématographiques IMDb et Allociné,  présentes dans la section « Liens externes ».

### Longs métrages
- 2007 : Mad Detective de Johnnie To (participation)
- 2008 : Sparrow de Johnnie To (co-composition)
- 2010 : Sound of Noise de Johannes Stjärne Nilsson et Ola Simonsson
- 2013 : The Lifeguard de Liz W. Garcia
- 2015 : Les Bêtises d'Alice et Rose Philippon
- 2015 : Connasse, princesse des cœurs de Noémie Saglio et Éloïse Lang.
- 2018 : Larguées, film de Eloïse Lang
- 2018 : Je ne suis pas un homme facile d'Éléonore Pourriat
- 2019 : Pearl d'Elsa Amiel
- 2019 : Qui m'aime me suive de José Alcala (générique de fin chanté par Mick Harvey[11])
- 2021 : Un triomphe d'Emmanuel Courcol
- 2023 : Mars Express de Jérémie Périn et Laurent Sarfati

### Animation
- 2011 : Attraction (manga interactif) de Kōji Morimoto
- 2017 : Lastman (série d'animation) de Jérémie Périn (co-composition Philippe Monthaye)
- 2020 : Culottées (série d'animation) de Charlotte Cambon et Phuong Mai Nguyen
- 2022 : Lastman Heroes (série d'animation) de Jérémie Hoarau (co-composition Philippe Monthaye)

### Téléfilms et séries
- 2012 : Les Voies impénétrables (téléfilm ; Canal+) de Maxime Govare et Noémie Saglio
- 2014 : Les Amis à vendre (téléfilm ; Arte) par Gaëtan Bevernaege
- 2019 : Plan cœur (série Netflix)[12]
- 2021 : Mixte (série Amazon Prime)

### Courts métrages
- 2015: Rain, de Johannes Stjärne Nilsson
- 2016 : Jukai de Gabrielle Lissot
- 2016 : Anissa 2002 de Fabienne Facco
- 2020 : It Flows Through Us de Edouard Mortec

## Discographie

### Albums solos
- That Horse Must Be Starving (2002) (F Com)[13].
- Members Only (2004) (F Com)[14].

### Maxis
- Now It's Spring (2000) (F Com)

### Albums de bandes originales
Cette section ne mentionne que les bandes originales ayant donné lieu à une édition en album. Les liens concernent les productions audiovisuelles concernées.
- Sparrow (CD, Naive 2008)
- Sound of Noise (CD, Hybris, 2010)
- Les Bêtises Cine Music Club (2014)
- Connasse, princesse des cœurs (CD, Milan, 2015)
- Lastman (Vinyl, Everybody On Deck, 2017)
- I Am Not an Easy Man (Plaza Mayor, 2018)
- Pearl (Plaza Mayor, 2019)
- Qui m'aime me suive (Plaza Mayor, 2019)
- Plan cœur (BMG US, 2019)

### Participation (réalisation ou composition)
- Stephan Eicher, L'Envolée (2012) (Barclay/Universal)
- Olga Kouklaki, I U Need (2011) (EMI)
- Blackout Babies, The good things in the life of bad Bob (2011) (Kwaidan)
- Roken Is Dodelijk, The Terrible Things (2010) (Chrysalis)
- Hollywood mon amour (featuring Juliette Lewis)  (2008)
- Nouvelle Vague, Bande à part (2006) (Peacefrog)

### Création sonore
- 2006 : Soundwalk "Le Marais", création sonore pour audio-guide touristique, narration d’ Isild Le Besco

## Distinctions
Sauf indication contraire, les informations mentionnées dans cette section peuvent être confirmées par la base de données cinématographiques IMDb,  présente dans la section « Liens externes ».

### Récompenses
- Prix Constantin 2002 pour l'album That Horse Must Be Starving [4].
- Festival du film de Stockholm 2010 : Prix de la meilleure musique de film pour Sound of Noise, avec la mention « With great innovation and skill, the score elevates the story to becoming a unique, entertaining and magical film »[15].
- Emile Awards 2017 : Prix de la meilleure musique de série animée européenne pour Lastman[16].
- Festival de cinéma et musique de film de La Baule 2021 : Ibis d'or de la meilleure musique originale pour Un triomphe[17]

### Sélections
- Golden Horse Film Festival and Awards 2008 :  meilleure musique de film pour Sparrow
- Hong Kong Film Awards 2008 : meilleure musique de film pour Sparrow